# Scala Kinsey

Rappresentazione grafica della scala Kinsey

La scala Kinsey (in inglese, Kinsey scale o Heterosexual-Homosexual Rating Scale) è un sistema di classificazione degli orientamenti sessuali nell'essere umano. Fu ideata dal biologo e sessuologo statunitense Alfred Kinsey (1894-1956).
Rappresenta uno dei primi tentativi, se non l'unico in ambito scientifico moderno, di introdurre il concetto di una sessualità umana le cui sfaccettature non siano rappresentate a compartimenti stagni, ma secondo un criterio di gradualità anche nel medesimo individuo, a seconda delle circostanze ambientali e legate all'età.

## Definizione della scala
La scala è formata da sette livelli che vanno da 0, che indica una tendenza esclusivamente "eterosessuale" a 6 che indica invece una propensione esclusivamente "omosessuale" mentre nel centro, 3, si collocano coloro in cui le tendenze etero e omosessuali si equivalgono; infine in mezzo ai tre poli ci sono le relative "sfumature":
(Alfred Kinsey, Il comportamento sessuale dell'uomo, 1948.)
Fu proposta per la prima volta nella pubblicazione Il comportamento sessuale dell'uomo (1948), meglio conosciuto come il "primo rapporto Kinsey" ma ebbe notevole importanza anche nella parte successiva Il comportamento sessuale della donna (1953) "il secondo Rapporto Kinsey".
Circa il tentativo di classificare gli orientamenti sessuali umani mediante questa scala indicativa è importante sottolineare come il punteggio del soggetto in esame e quindi il suo orientamento sessuale non è fisso per l'intero arco della vita ma è molto spesso soggetto a variazioni che possono essere piuttosto significative.
La scala Kinsey o più precisamente l'Heterosexual/ Homosexual Rating Scale:
| Valutazione | Descrizione                                                       |
| ----------- | ----------------------------------------------------------------- |
| 0           | Esclusivamente eterosessuali.                                     |
| 1           | Eterosessuali, ma in alcune circostanze con tendenze omosessuali. |
| 2           | Eterosessuali, ma con una forte componente omosessuale.           |
| 3           | Le tendenze eterosessuali e omosessuali si equivalgono            |
| 4           | Omosessuali, ma con una forte componente eterosessuale.           |
| 5           | Omosessuali, ma in alcune circostanze con tendenze eterosessuali. |
| 6           | Esclusivamente omosessuali.                                       |
| X           | Non presentano attrazioni sessuali.                               |

## Risultati
- Uomini: quasi il 46% dei soggetti maschi ha "reagito" sessualmente a persone di entrambi i sessi nel corso della sua vita adulta e il 37% ha avuto almeno una esperienza omosessuale.[2] L'11.6% degli uomini bianchi tra i 20-35 anni ricevette un punteggio di 3.[3] Lo studio riportò anche che il 10% dei maschi americani intervistati erano stati "più o meno esclusivamente omosessuali per almeno tre anni nell'età tra i 16 e i 55 anni" (nei punteggi dal 5 al 6 della scala).[3]
- Donne: il 7% delle donne non sposate, divorziate e vedove tra i 20–35 anni e il 4% di donne tra i 20–35 anni che erano state sposate ottennero un punteggio di 3 sulla scala.[4] Dal 2% al 6% delle donne di età tra i 20–35 anni ottennero un punteggio di 5[5] e tra l'1% e il 3% di donne non sposate tra i 20–35 anni ottennero un punteggio di 6.[6]

## Altri strumenti per misurare l'orientamento sessuale
La scala Kinsey non affronta tutte le possibilità rispetto all'orientamento sessuale. Altri si sono fatti avanti per definirle ulteriormente. Nel 1980 Michael Storms propose un grafico bidimensionale con un asse X e Y. Questa scala tiene conto della asessualità e dell'espressione simultanea di etero-erotici e omo-erotici.

## Riferimenti e omaggi
Il nome del quartetto drag The Kinsey Sicks deriva dall'espressione ironica usata nella comunità gay di San Francisco "Kinsey sixers", atta a identificare coloro il cui orientamento sessuale ha un valore di sei nella scala Kinsey.